# Iglesia Apostólica de la Fe en Cristo Jesús
La Iglesia Apostólica de la Fe en Cristo Jesús (IAFCJ) es una iglesia cristiana pentecostal unicitaria más antigua de México.
Según sus propios datos, fue fundada por el Espíritu Santo tras la llegada de la Señora Romana Carbajal (esposa del Pastor Genaro Valenzuela) a Villa Aldama, Chihuahua; quien tiempo atrás había disfrutado de una experiencia meramente espiritual en la cuna del Pentecostalismo Moderno, en la Calle Azusa de Los Ángeles, California. Siendo ahí pastor William J. Seymour alrededor del año de 1907. Esta Señora tuvo en su ser llevar el mensaje que hoy conocemos "Apostólico" y de la pentecostalidad al lugar de su natalidad (Aldama, Chihuahua) para la conversión de sus Familiares, de quienes después de varios días de "Ayuno y Oración" les fueron quitadas las vendas de la tradición y 12 personas recibieron el bautismo en el Espíritu Santo con la señal de hablar en nuevas lenguas, en la finca de la Avenida Constitución 1800 Villa Aldama, Chihuahua, el Año de 1914. En 2014 celebró sus cien años de existencia a través de una Convención General en la ciudad de Monterrey.
Esta iglesia cristiana sostiene una cristología unicitaria. Realiza sus bautismos en nombre de Jesucristo y por inmersión total en agua.

## Historia

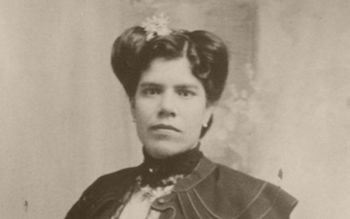
Romana Carbajal de Valenzuela en 1918.

La Iglesia Apostólica de la Fe en Cristo Jesús tiene sus antecedentes en el reavivamiento de la Calle Azusa a principios del siglo XX. Según el teólogo Manuel J. Gaxiola, en 1946, el entonces Director de la revista El Exégeta, órgano oficial de información de la iglesia, escribió su Historia de la Iglesia Apostólica con información que recavó de forma oral entre los ancianos de la época. Allí describe cómo la ama de casa mexicana Romana Carbajal de Valenzuela, luego de participar en Estados Unidos como miembro de un centro de reunión religioso pentecostal, decidió regresar a México, específicamente a la localidad de Villa Aldama, Chihuahua, para comenzar a difundir la doctrina del bautismo en el Espíritu Santo y el bautismo por inmersión en el nombre de Jesucristo entre sus pares, logrando el 1 de noviembre de 1914 bautizar a doce familiares.
Romana Carbajal, no pudiendo hacerse cargo de los nuevos creyentes, contactó al pastor Rubén C. Ortega que estaba en la ciudad de Chihuahua y dirigía un templo metodista; consiguió que este creyera en su mensaje recibiendo el bautismo del Espíritu Santo y lo llevó a El Paso, Texas, el lugar más cercano dónde había creyentes del movimiento apostólico de raza negra, para que allí fuera bautizado de la forma unicitaria, en el nombre de Jesucristo. Ortega se convirtió así en el pastor de la iglesia de El Paso.
De los primeros doce familiares convertidos por Carbajal, surgió un ministro llamado Miguel García, quien junto con Romana Carbajal se trasladó a fines de la revolución mexicana a una región llamada La Laguna, donde formó las primeras iglesias apostólicas en Gómez Palacio, Durango, y Torreón. Simultáneamente, se comenzaron a crear iglesias apostólicas en Baja California, Sinaloa y otros lugares.
La IAFCJ empezó a institucionalizarse a partir de 1932, estableciendo un sistema de trabajo misionero y definiendo sus principios doctrinarios. Gradualmente se fue extendiendo por todo México. En 1949, bajo el impulso de Maclovio Gaxiola López, se constituyó en una de las pocas iglesias evangélicas mexicanas que tienen un programa misionero en el extranjero. Comenzó a enviar misioneros estableciendo nuevas iglesias en Guatemala, El Salvador, Nicaragua, Canadá, Estados Unidos, Belice, Colombia, España y Venezuela.

## Administración
Está administrada por una Mesa Directiva General, encabezada por un Obispo Presidente, la máxima autoridad directiva y quien representa a la Asociación Religiosa en todas las gestiones oficiales y legales, según lo establecido en la Constitución de la Iglesia y los Estatutos de la Asociación Religiosa. Las distintas autoridades son las siguientes:
- Presidencia General
- Secretaría General
- Secretaría de Evangelización Nacional
- Secretaría de Misiones Internacionales
- Secretaría de Educación Cristiana
- Secretaría de Asistencia Social
- Secretaría Supervisión en E.U.A.
- Secretaría de Administración General
- Red de Damas
- Red de Jóvenes
- Red de Varones
- El Ministerio Infantil y de Adolescentes DNA.

El Obispado es el cargo más elevado del ministerio; como a cualquier otro ministro o pastor, se le considera llamado por la voluntad divina. También existen como en otras iglesias presbíteros, diáconos, evangelistas o predicadores del evangelio y pastores.

### Obispos Presidente
| Obispo Presidente | Nombre                     | Periodo     |
| ----------------- | -------------------------- | ----------- |
| 1.º               | Felipe Rivas               | (1932-1958) |
| 2.º               | Maclovio Gaxiola López     | (1958-1962) |
| 3.º               | Felipe Rivas               | (1962-1966) |
| 4.º               | Maclovio Gaxiola López     | (1966-1970) |
| 5.º               | Manuel J. Gaxiola Gaxiola  | (1970-1974) |
| 6.º               | Isidro Pérez Ramírez       | (1974-1978) |
| 7.º               | Manuel J. Gaxiola Gaxiola  | (1978-1982) |
| 8.º               | Manuel Rodríguez Castorena | (1982-1986) |
| 9.º               | Abel Zamora Velázquez      | (1986-1987) |
| 10.º              | Miguel A. Reyes            | (1987-1990) |
| 11.º              | Domingo Torres Alvarado    | (1990-1994) |
| 12.º              | Mauro Ruvalcaba Ruiz       | (1994-1998) |
| 13.º              | José Raúl Murillo Guerra   | (1998-2002) |
| 14.º              | Nicolás Herrera Ríos       | (2002-2006) |
| 15.º              | Félix Gaxiola Inzunza      | (2006-2010) |
| 16.º              | Eleazar Reyes Rodríguez    | (2010-2014) |
| 17.º              | Samuel Sánchez Armenta     | (2014-2022) |
| 18.º              | Pedro Marcos Saldaña       | (2022-2026) |

## Personalidad jurídica
Derivado del decreto de la Ley de Asociaciones Religiosas y Culto Público el 15 de julio de 1992, la IAFCJ se constituye en una Asociación Religiosa (A.R.).

## Organización territorial

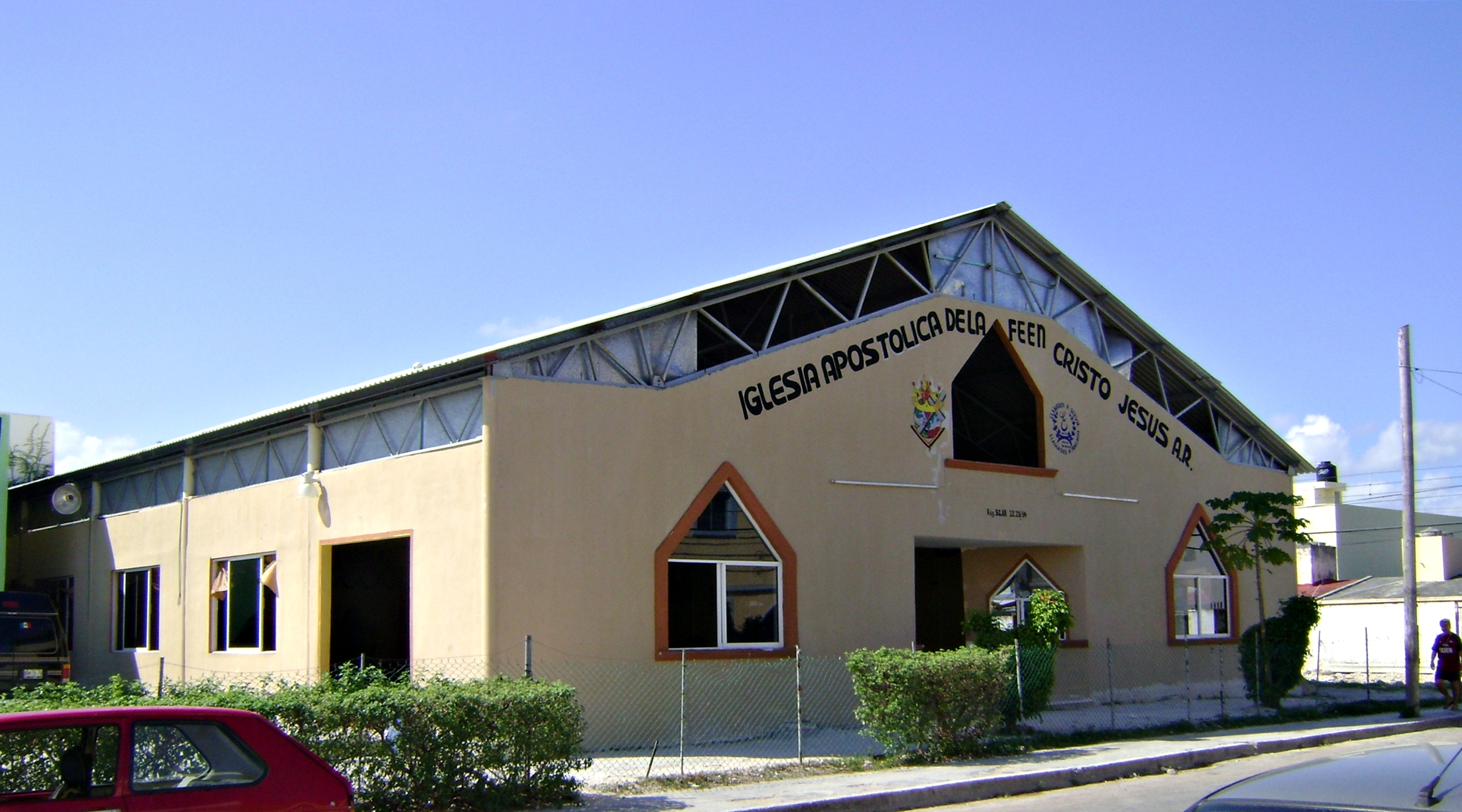
Primera Iglesia Apostólica de la Fe en Cristo Jesús en Cancún, México. La organización se identifica con el pentecostalismo unicitario.

Esta Iglesia se divide en México y Estados Unidos en distritos, y en el resto de países en campos misioneros.

### Distritos IAFCJ en México
- Distrito México
- Distrito Chihuahua
- Distrito Durango
- Distrito Ensenada
- Distrito Gómez Palacio
- Distrito Guadalajara
- Distrito Guamúchil
- Distrito Hermosillo
- Distrito Juárez
- Distrito La Paz
- Distrito León
- Distrito Los Mochis
- Distrito Mérida
- Distrito Mexicali
- Distrito Monclova
- Distrito Mazatlán
- Distrito Monterrey
- Distrito Nogales
- Distrito Oaxaca
- Distrito Ciudad Obregón
- Distrito del Pacífico
- Distrito Reynosa
- Distrito San Luis Río Colorado
- Distrito Sureste
- Distrito Tampico
- Distrito Tepic
- Distrito Tijuana
- Distrito Torreón
- Distrito Uruapan
- Distrito Veracruz
- Distrito Villahermosa
- Distrito Sinaloa
- Distrito Zacatecas
- Distrito Tuxtla

### En Estados Unidos
- Distrito Atlanta
- Distrito El Paso
- Distrito Elgin
- Distrito Los Ángeles
- Distrito Phoenix
- Distrito Washington
- Distrito Kansas City

### Resto del mundo
- Misiones de campo en Alemania
- Misiones de campo en Argentina
- Misiones de campo en Bolivia
- Misiones de campo en Brasil
- Misiones de campo en Canadá
- Misiones de campo en Chile
- Misiones de campo en Colombia
- Misiones de campo en Costa Rica
- Misiones de campo en Cuba
- Misiones de campo en Ecuador
- Misiones de campo en España
- Misiones de campo en Estonia
- Misiones de campo en Francia
- Misiones de campo en Guinea Ecuatorial
- Misiones de campo en Haití
- Misiones de campo en Honduras
- Misiones de campo en Asia
- Misiones de campo en Jordania
- Misiones de campo en Panamá
- Misiones de campo en Paraguay
- Misiones de campo en Perú
- Misiones de campo en Portugal
- Misiones de campo en República Dominicana
- Misiones de campo en Rumanía
- Misiones de campo en Uruguay
- Misiones de campo en Venezuela